# مكتبة البابطين المركزية للشعر العربي
 مكتبة البابطين المركزية للشعر العربي هي أول مكتبة في العالم تختص بالشعر العربي. ويعود الفضل لإنشاء هذه المكتبة إلى صاحبها الشاعر عبد العزيز البابطين وذلك من منطلق رغبتة في اثراء والمحافظة على الشعر العربي. تهدف المكتبة إلى:
1. العمل على جعل دولة الكويت مركزا ثقافيا تهوي إليه أفئدة طلاب المعرفة من كل مكان.
2. تجميع شتات التراث الشعري العربي بكل أنواعه وأشكاله، وصونه وتوثيقه في مكان ذي صبغة علمية.
3. التعامل الأمثل مع المادة الشعرية المحفوظة، وتجهيزها بالسبل كافة التي تيسر استرجاع المعلومات بسرعة وسهولة لتوفير وقت الباحث وجهده.
4. إنشاء مركز بحثي خاص بالشعر العربي لتوثيقه ودراسته، حيث لم يظفر الشعر حتى الآن بما يستحقه من الجمع والتوثيق والتحليل.
5. الرعاية الكاملة للشعر والشعراء، والعمل على تفعيل دور الشعر العربي في ساحة الوجود الوطني عن طريق إسهام المكتبة في إحياء المناسبات الوطنية والقومية والإنسانية.
6. توطيد علاقات التعاون المتبادل بين المكتبة وغيرها من مواطن الإشعاع الثقافي ومراكز البحث العلمي والأكاديمي، بما يخدم مسيرة الشعر العربي بصفة خاصة، والثقافة العربية بصفة عامة.
7. تنمية الحس الشعري لدى الأجيال الجديدة، واستمرار التواصل مع الأصيل من الشعر.
8. تفعيل دور اللغة العربية، والحفاظ على خصائصها التي جاءت عليها في أمهات الكتب، كمرجع أساسي للدارسين والهواة على حد سواء.

## أنشاء المكتبة والتصميم
و استغرق أنشاء المكتبة 4 سنوات حيث تم وضع حجر الأساس عام 2002 وتم الأفتتاح عام 2006. وتقع المكتبة في قلب مدينة الكويت على مساحة 12 الف متر مربع. وتطل المكتبة من موقعها المتميز بجانب المسجد الكبير على الخليج العربي. وصممت المكتبة على شكل كتاب مفتوح لتعبر عن هوية المكان

## أقسام المكتبة
- تضم المكتبة مسرح مجهز بأحدث المعدات يتسع ل 400 شخص.
- بهو المكتبة يضم الفهرس الآلي وقاعات متعددة الأغراض وغرف الوسائل السمعية والبصرية. كما تضم مجلس للقاء الشعراء ببعضهم
- الدور الأول يضم: كتب الشعر العربي والرسائل الجامعية
- الدور الثاني يضم مكتبة عبد الكريم سعود البابطين والتي تحتوي على قسم الدوريات وقسم المخطوطات النادرة والقيمة وكتب نادرة وطبعات قديمة من مختلف المصادر ومكتبة النجاة الأهلية
- الدور الثالث يضم مكاتب الأدارة والفنيين

## الموقع الإلكتروني
http://www.albabtainlibrary.org.kw

## خدمات المكتبة
الخدمات التي تقدمها المكتبة للمجتمع
	دورة محو أمية الحاسب الآلي:
	بدأتها المكتبة من شهر مارس 2007م، وقد بلغ عدد الدورات التي أقامتها المكتبة إلى الآن (26) دورة بلغ عدد الخريجين والخريجات (206)، ولقد كان الهدف من الدورة هو تدريب الفئة العمرية من أربعين سنة وما فوق على مهارات استخدام الحاسب الآلي والانترنت في كافة مجالات الحياة اليومية، وتمكينهم من التواصل مع الحياة الآلية اليومية خصوصاً أن الكثير من هذه الفئة العمرية ليس لديه معرفة كافية للتعامل مع الحاسب الآلي.
وقد اشتمل برنامج الدورة: مدة هذه الدورة أسبوعين بمعدل 30 ساعة تدريب يتقن بعدها المشترك في الدورة المهارات الأساسية لتطبيقات الحاسب الآلي في حياته اليومية مثل (كتابة التقارير والخطابات الخاصة بعمله، قراءة الكتب الإلكترونية على الإنترنت، مطالعة الجرائد والصحف على الإنترنت، حجز تذاكر الطيران وحجز الفنادق على الإنترنت، وكيفية إجراء معاملاته من خلال الحكومة الإلكترونية، والتواصل مع الأبناء الدارسين في الخارج عن طريق الإنترنت) حيث يتدرب المشترك في الدورة خلالها على الويندوز والورد والانترنت. 
	خدمات ذوي الاحتياجات الخاصة
```
	 حرصت مكتبة البابطين المركزية للشعر العربي على توفير خدمات المعلومات لضعاف وفاقدي البصر. فقد وفرت المكتبة مجموعة من الكتب المطبوعة بطريقة بريل على نفقة الأستاذ عبد العزيز سعود البابطين في مجال الأدب والشعر العربي، بالإضافة إلى نظام أبصار فهو عبارة عن قارئ شاشة قوي يحول محتويات شاشة الحاسب الآلي إلى صوت بشري عالي الجودة يمّكن ضعاف وفاقدي البصر من التعامل مع كافة تطبيقات الحاسب الآلي باللغة العربية واللغة الإنجليزية حيث يعمل النظام على مساعدتهم على قراءة الكتب والمستندات الإلكترونية وصفحات الإنترنت بدون مساعدة من أحد، بالإضافة لذلك فالنظام يساعدهم على كتابة نصوص باللغة العربية أو الإنجليزية، ويساعد نظام أبصار ضعاف وفاقدي البصر على استخدام الإنترنت، والتعامل مع الحكومة الإلكترونية، وقراءة صفحات المواقع سواء المكتوبة باللغة العربية أو اللغة الإنجليزية، ويسمح لهم أيضاً باستقبال وكتابة وقراءة وإرسال البريد الإلكتروني.
```

	دورة «قواعد اللغة العربية، ومهاراتها».
أقامتها المكتبة خلال الفترة من 7 يوليو2007 حتى 22 أغسطس 2007، والتي استمرت لمدة سبعة أسابيع «بواقع خمسة أيام دراسة أسبوعياً»، وقد بلغ عدد الطلبة والطالبات الذين اشتركوا في الدورة منذ بدايتها مائتان وثمانية عشر طالب وطالبة (218 طالب وطالبة)، وبلغت نسبة الطلبة الكويتيين والطالبات الكويتيات 69% من إجمالي مشتركي الدورة، وقد حضر الطلبة والطالبات يوماً بعد يوم داخل المكتبة للاستفادة من مجموعات المكتبة في التطبيق العملي لقواعد النحو، وحفظ الشعر، وقراءة الكتب وتلخيصها، وإعداد الأبحاث الأدبية أو اللغوية، والربط بين القراءة وتعليم اللغة العربية.
دعم العديد من المكتبات حول العالم 
حرصاً من السيد عبد العزيز سعود البابطين رئيس مجلس إدارة المكتبة على نشر القراءة والثقافة العربية فقد حرص على إهداء العديد من المكتبات العامة ومكتبات الجامعات والكليات والمدارس، بالإضافة إلى العديد الجهات داخل دولة الكويت وخارجها مجموعات متنوعة من الكتب، حيث بلغ إجمالي الكتب المهداة من عبد العزيز سعود البابطين المكتبات أكثر من (136.000 كتاب (مائة وستة وثلاثون ألف كتاب.
ومن الجدير بالذكر أن هذا الكم من الكتب المهداة قد ساهم في بناء مجموعات الكثير من المكتبات، وساهم في نشر وتعليم اللغة العربية في الكثير من الدول الأجنبية، كما تجدر الإشارة هنا أن هذا الكم من الإهداءات كان متنوعًا موضوعيًا، فهذا الكم من الكتب في الكثير من الموضوعات المختلفة وأيضًا لخدمة فئات عمرية متنوعة من الأطفال إلى الكبار.

## إحصائيات ومعلومات عن مكتبة البابطين
•	أقدم مخطوط موجود بالمكتبة: 

o	 ضمن هذه المجموعة هو «كتاب الفصيح (في اللغة)» لمؤلفه ثعلب أبو العباس، أحمد بن يحيى، المتوفى سنة 291هـ/904م، وقد نسخ هذا المخطوط سنة 524هـ/1129م أي ما يقارب تسعمائة عام منذ نسخ هذا المخطوط إلى الآن.
•	أقدم كتاب موجود بالمكتبة:

o	كتاب «نزهة المشتاق في ذكر الأمصار والأقطار والبلدان والجزر والمدائن والآفاق» مختصر كتاب «نزهة المشتاق في اختراق الآفاق» موجود بمكتبة عبد الكريم سعود البابطين. وهو من أوائل الكتب المطبوعة في العالم باللغة العربية وقد طبع في مطبعة مديتشي بروما (إيطاليا) سنة 1592م، ويوجد بالمكتبة النسخة الأصلية منه والتي مر على طباعتها حتى الآن ما يزيد على أربعمائة عام.
•	أقدم دورية موجودة بالمكتبة:
o	دورية «البشير»، وهي دورية لبنانية، صدرت عام 1870م.
•	أقدم جريدة موجودة بالمكتبة:
o	جريدة «المقطم»، وهي جريدة مصرية، صدرت عام 1889م.
•	أقدم كتاب نادر في المكتبة المركزية للشعر العربي:
o	«ديوان ابن عربي» لمؤلفه ابن عربي، محي الدين أبو بكر محمد بن علي بن محمد بن أحمد بن عبد الله الحاتمي الطائي الأندلسي. وطبع هذا الكتاب بمطبعة بولاق بمصر في عام 1854م. أي منذ أكثر من 150 عاماً مضت.
•	أقدم كتاب في مجموعات مكتبة مدرسة النجاة الأهلية بالزبير:
o	كتاب «الفتوحات الإلهية بتوضيح تفسير الجلالين للدقائق الخفية (بهامشه تفسير الجلالين)». وهو من تأليف سليمان الجمل، وقد طبع هذا الكتاب في عام 1782م. أي من حوالي 227 عاماً مضت. 
•	كتاب «وصف مصر»:
o	كتاب «وصف مصر»: النسخة الأصلية من الكتاب المطبوع في بداية القرن التاسع عشر بفرنسا، هذا الكتاب الذي يعد حصيلة الحملة الفرنسية على مصر والتي استمرت ثلاث سنوات منذ 1798م إلى 1801م، وهو من أهم الكتب التي أفردت صفحاتها للحديث عن أرض مصر وتاريخها بكل جوانبه منذ الحضارة الفرعونية حتى فترة الحملة، فيضم هذا الكتاب شروحاً وصوراً ولوحات شديدة الدقة والتفاصيل لكل أرجاء مصر، ويتكون الكتاب من 23 مجلداً من الحجم الضخم احتوت على رسومات لجيرار وديفيليه، وهما من أشهر رسامي فرنسا في تلك الفترة، وتعتبر النسخة الموجودة في المكتبة من هذا الكتاب من أندر النسخ الموجودة على مستوى العالم في جودتها ومتانتها رغم مرور كل هذه السنين على طبع الكتاب، كما أن هذه النسخة لا توجد في الكثير من مكتبات الدول العربية الكبرى منها، وحتى مكتباتها الوطنية، مما يدل على تفرد المكتبة بالكثير والكثير من الميزات على الكثير من المكتبات.
•	إصدارات مكتبة البابطين المركزية للشعر العربي
1.	نوادر النوادر من الكتب (العدد الأول) الصادر في أبريل 2006م إلى العدد (الثالث عشر) الصادر في مايو 2014م.
2.	كتاب «أكاديمية المأمون في خوارزم»/ إعداد مكتبة البابطين عام 2007م.
3.	كتاب «قائمة إصدارات الشعر العربي السوري في مكتبة البابطين المركزية»/ إعداد مكتبة البابطين عام 2007م.
4.	كتاب «قائمة إصدارات الشعر العربي الفلسطيني في مكتبة البابطين المركزية»/ إعداد مكتبة البابطين عام 2008م.
5.	كتاب «تراجم شعراء قطر وقائمة الإصدارات الأدبية القطرية في مكتبة البابطين المركزية»/ إعداد مكتبة البابطين عام 2009م.
6.	بروشور تعريفي عن المكتبة، وبروشور تعريفي بخدمات المكتبة.
7.	مكتبة البابطين المركزية للشعر العربي "كتيب تعريفي عن المكتبة باللغة العربية، واللغة الإنجليزية"، واللغة الفرنسية". إعداد مكتبة البابطين عام 2007م.
8.	مجلة «المكتبة». من العدد رقم 1، يونيو 2007م إلى العدد رقم (7) 2014م.
9.	كتاب «الاستدراك على أبي علي في الحجة» تحقيق الدكتور محمد أحمد الدالي سنة 2007م.
10.	دليل الوثائق البريطانية لدول الخليج العربي في مكتبة عبد الكريم سعود البابطين/ إعداد مكتبة البابطين عام 2013م.
11.	وثائق مكتبة مدرسة النجاة الأهلية بمدينة الزبير في مكتبة البابطين المركزية للشعر العربي إعداد مكتبة البابطين عام 2013م.
12.	جريدة الدستور البصرية والشؤون السعودية والكويتية فيها/ إعداد الدكتور عبد الرحمن بن صالح الشبيلي عام 2013م.

## إدارة المكتبة
المدير العام للمكتبة هي الأستاذة: سعاد عبد الله العتيقي